# Любвино
Любвино — усадьба, расположенная на территории современного города Тучково Московской области. По состоянию на август 2021 года разрушается, несмотря на анонсированную реставрацию к 2024 году.

## История
Усадьба принадлежала и получила имя Любови Герасимовне Пыльцовой (1859—1931) — младшей из четырёх дочерей известного промышленника, купца и мецената Герасима Ивановича Хлудова (1821—1885).
Имение со всеми постройками и парком создали всего за год: с 1911 по 1912 год. В строительстве принимали участие около тысячи человек. Отделкой и декором занимались итальянские мастера.
От главного дома прямо до станции Тучково можно было добраться по красивой липовой аллее. А вокруг неё были высажены 8000 кустов роз.
В усадьбе гостили многие известные люди: Федор Шаляпин, Константин Коровин, Антонина Нежданова.

### Усадьба во времена СССР и РФ
После 1917 года имение перешло в собственность государства, но жизнь там продолжалась. В советские годы в усадьбе побывали многие известные люди. Например, в 1940 году там гостили лидеры коммунистической партии Испании, а в 1956 году вьетнамский лидер Хо Ши Мин навещал вьетнамских детей, которые отдыхали в санатории.
В доме находились мраморные барельефы Екатерины II, Павла I и Александра I; два портрета работы В. А. Тропинина вскоре после 1917 г. были вывезены в Третьяковскую галерею.
До 2006 года в усадьбе размещалась санаторно-лесная школа № 5, куда приезжали дети с заболеваниями органов дыхания.
В 2005 году режиссёр Глеб Панфилов в Любвино снимал многие сцены телефильма «В круге первом». Также усадьбу снимали в мистическом триллере «Звено» в 2012 году.

## Фотогалерея

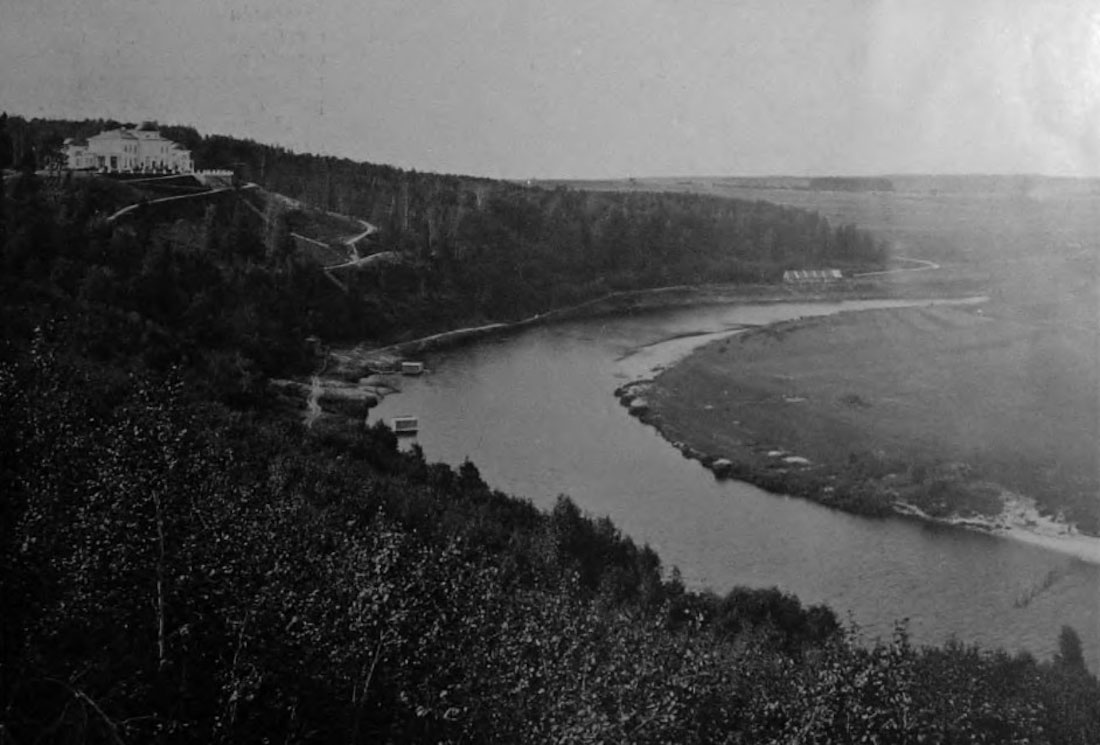
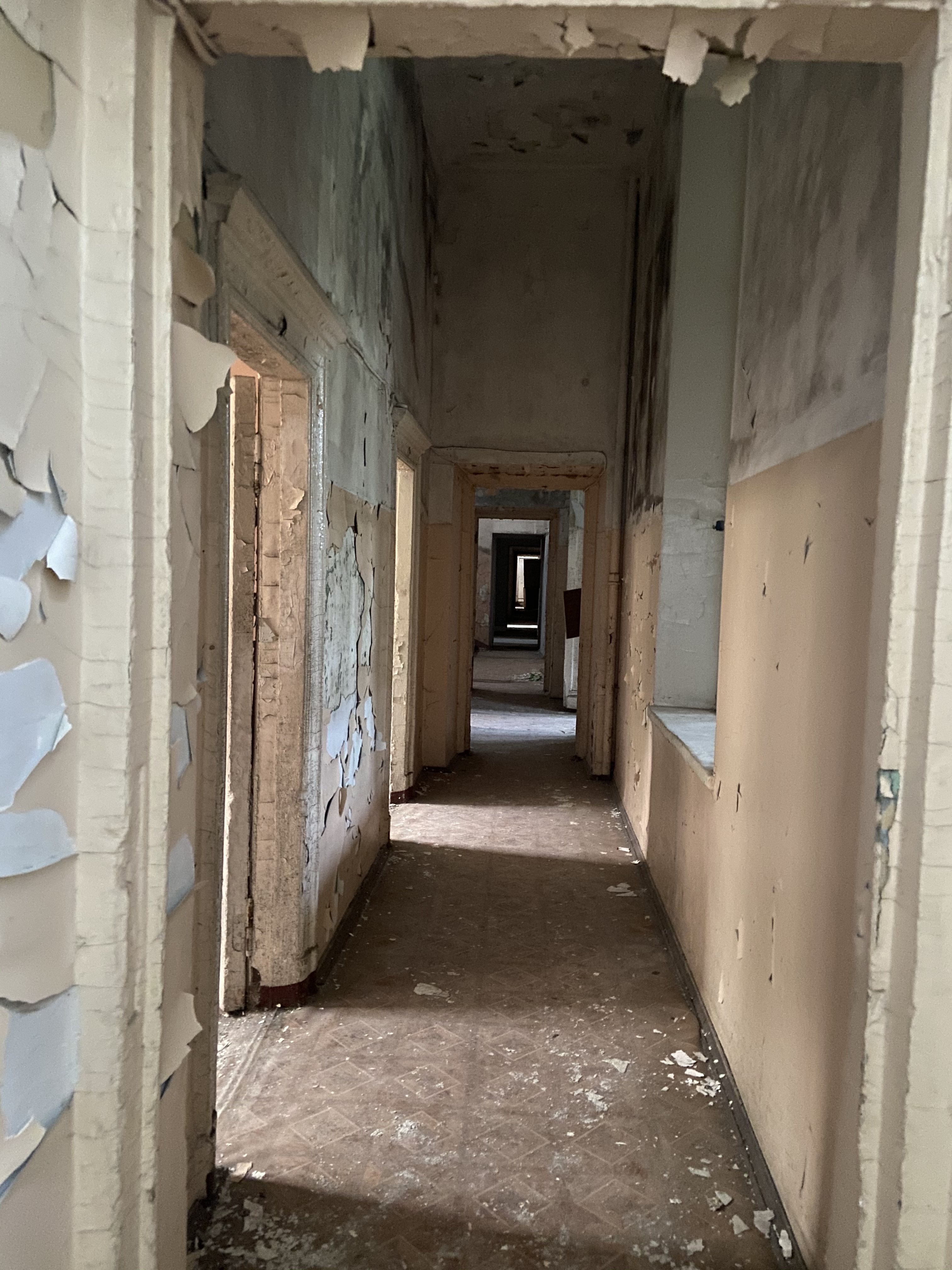
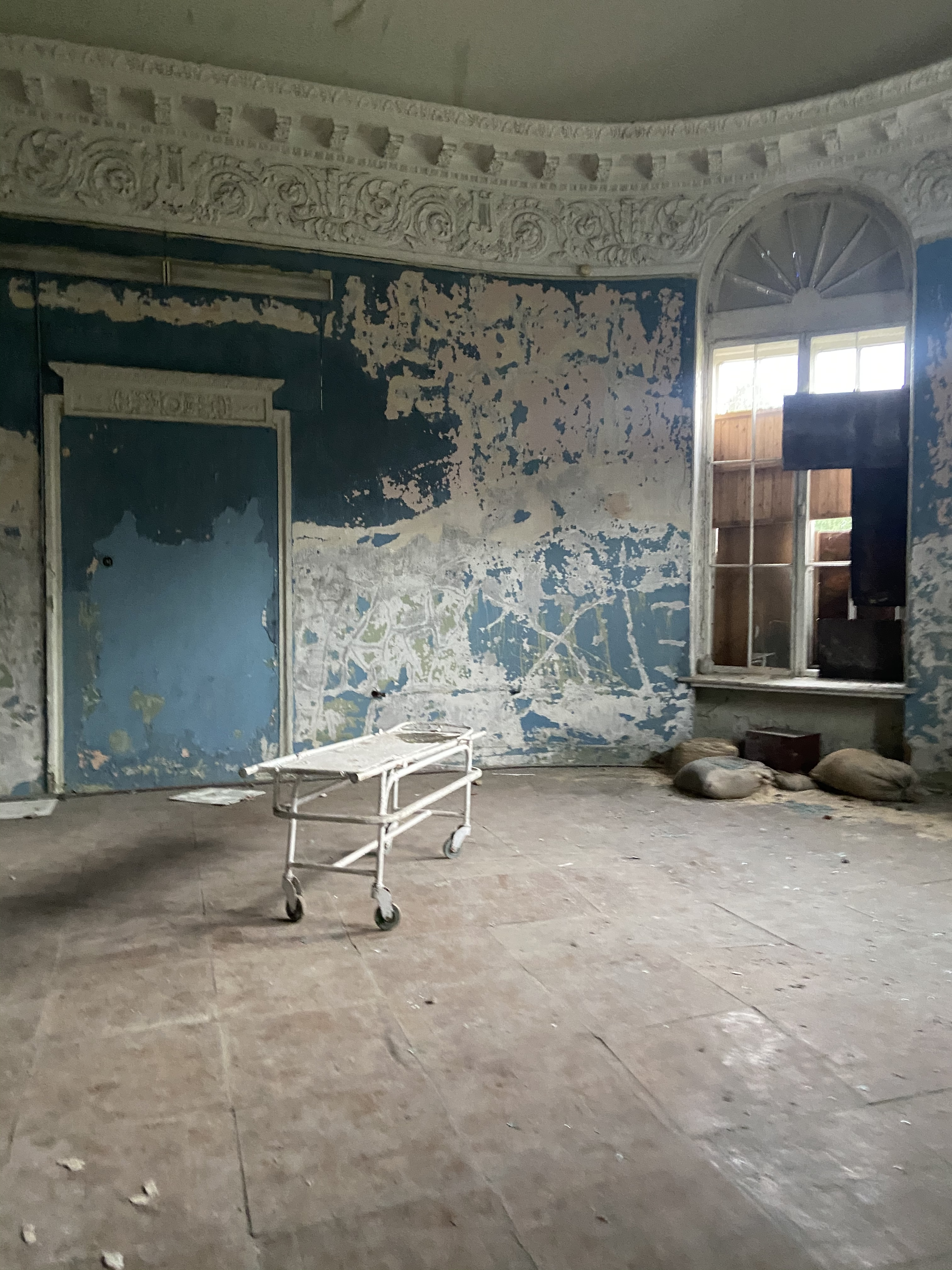
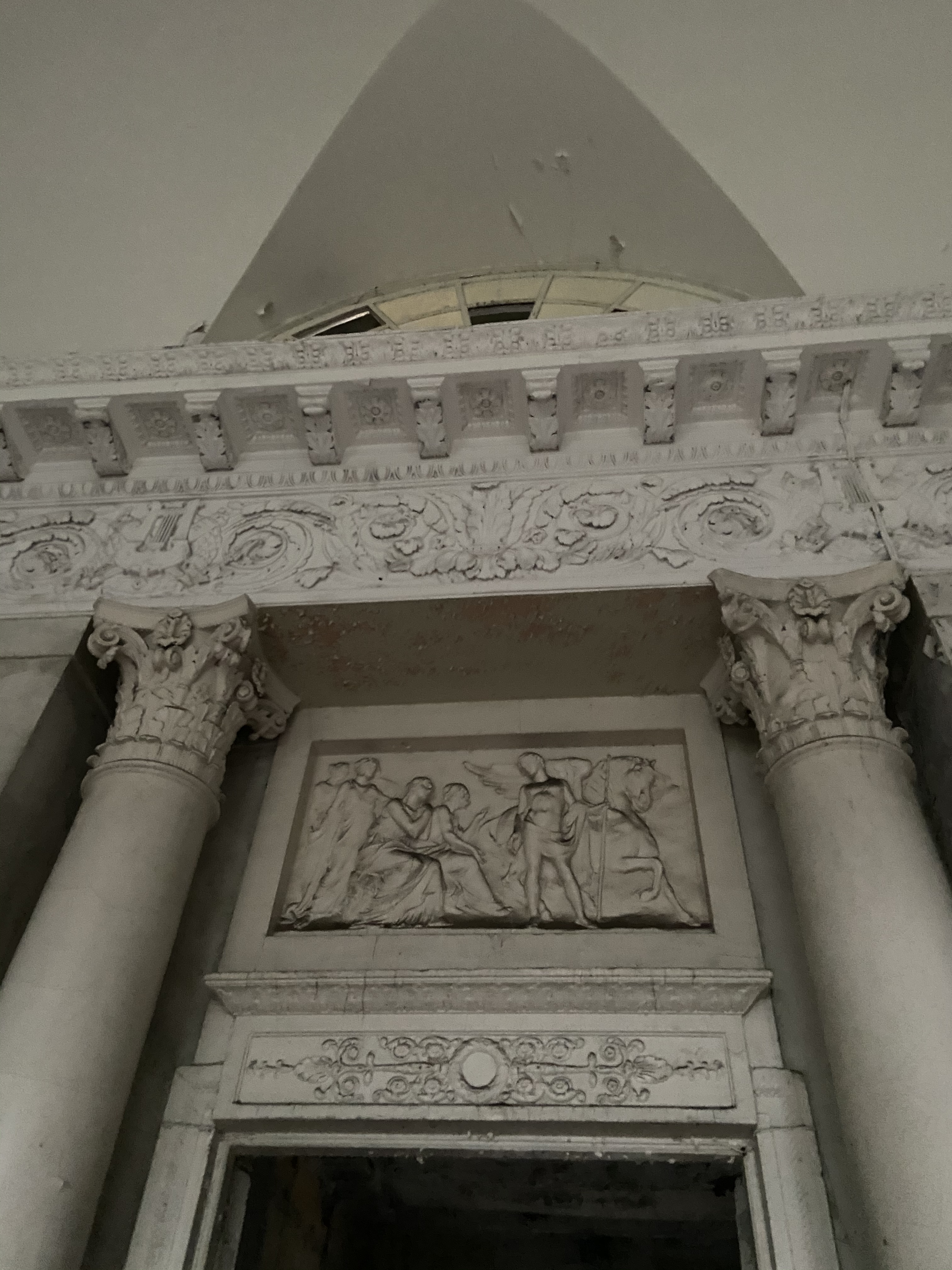
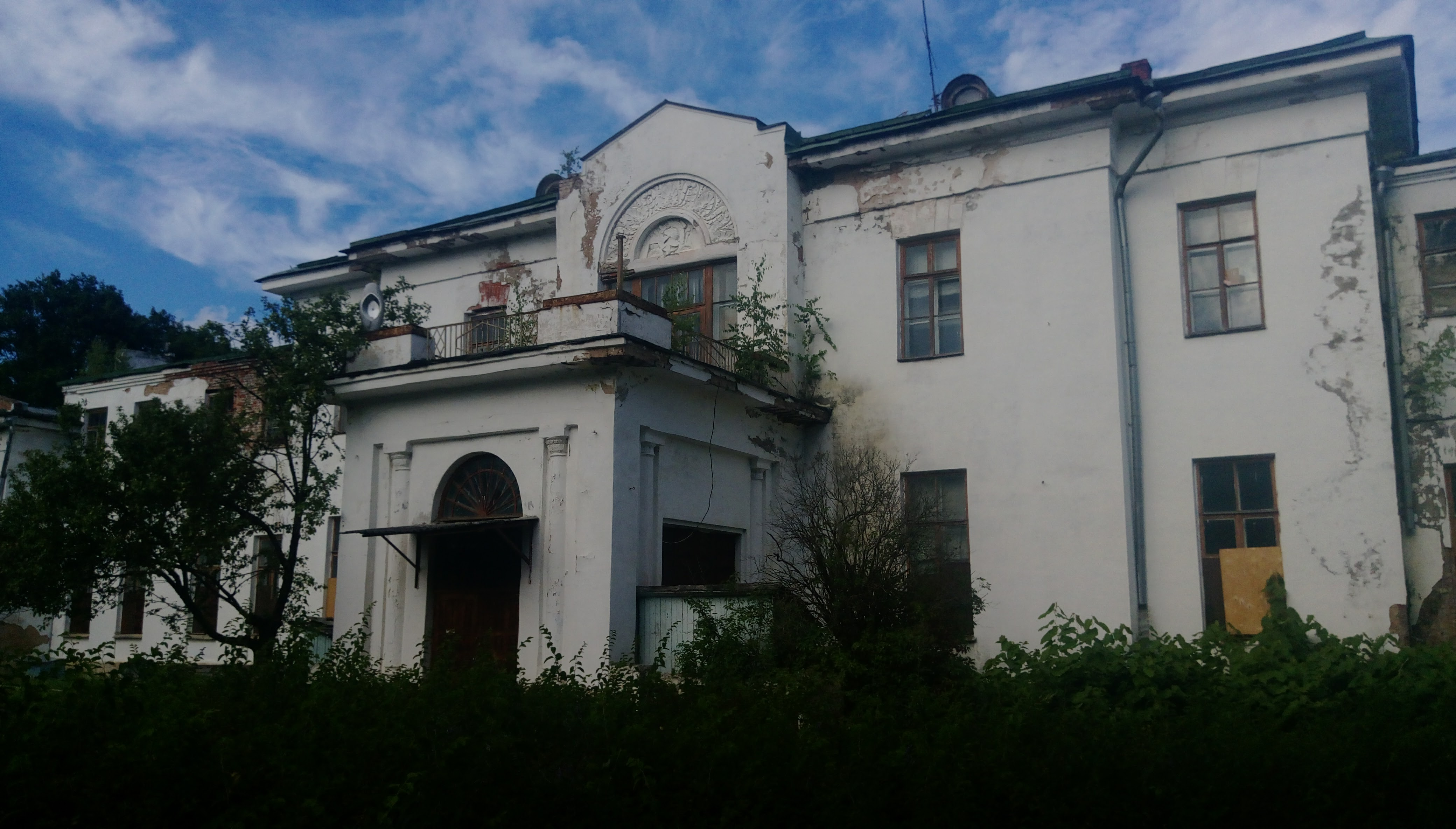
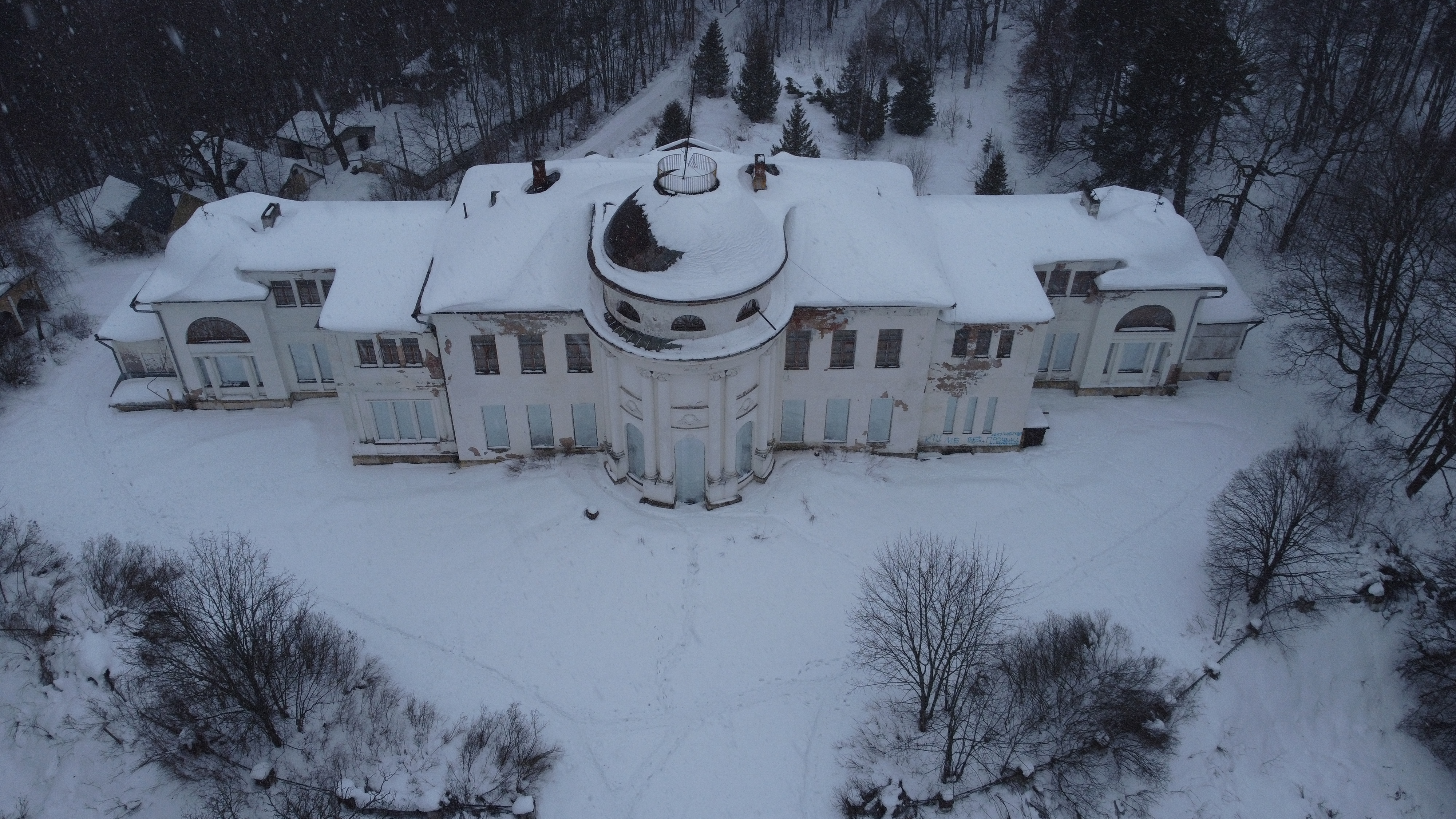
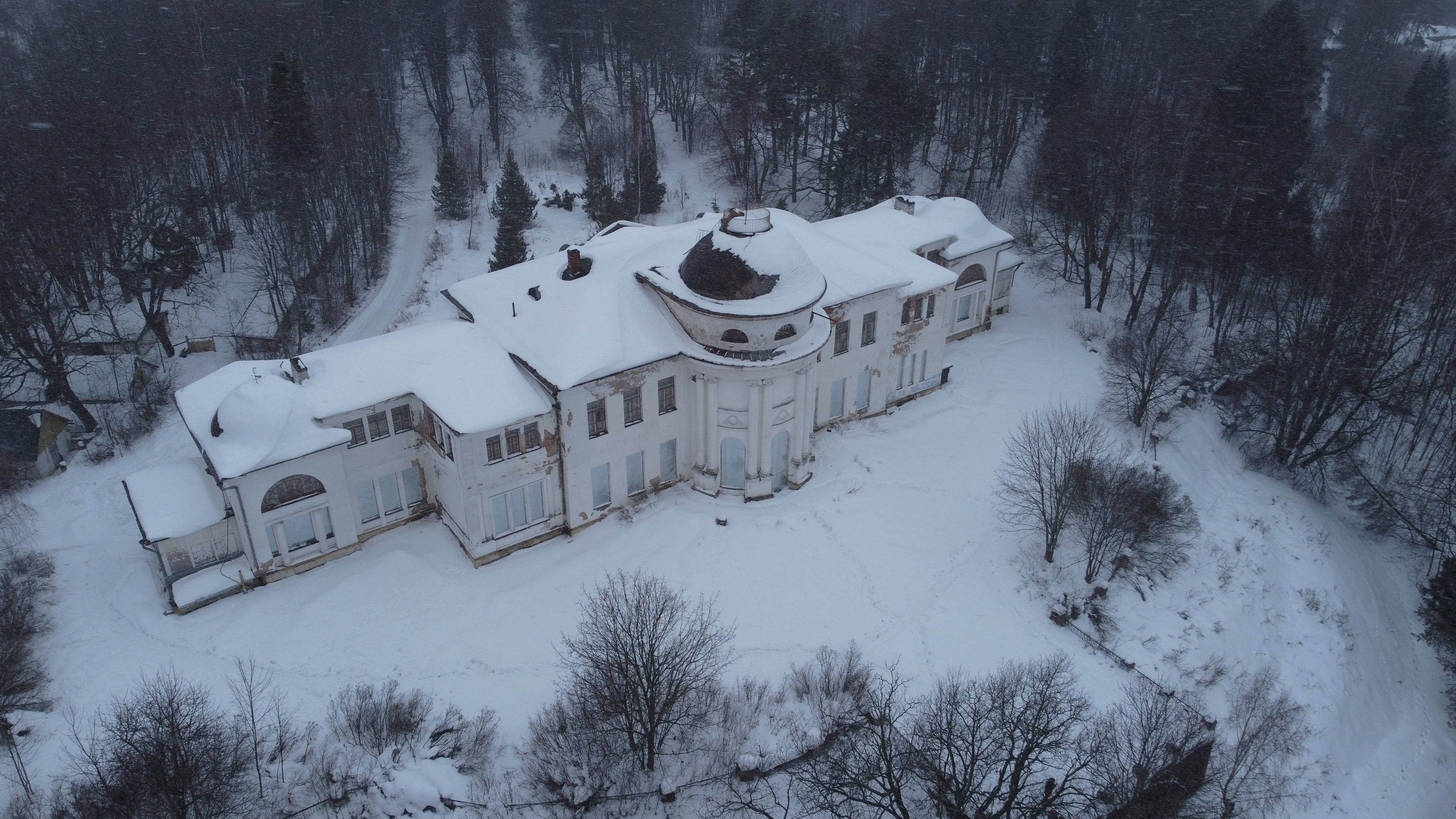